# Exparroquia de Santa María de la Encina de Burguillos del Cerro
Esta iglesia está situada en Burguillos del Cerro, población del sur de Badajoz. Se encuentra en la falda de su cerro en lo alto del cual hay un castillo templario.

## Historia
Dicha iglesia data de principios del siglo XIII. Fue abandonada a finales del siglo XVIII y se convirtió en cementerio pero los restos de los difuntos se trasladaron al cementerio nuevo y quedó en el olvido hasta su restauración recientemente y convertido en Centro de Interpretación de Arquitectura Popular Extremeña.

## Descripción
Es una iglesia de estilo gótico con tres naves que estaban cubiertas por techumbres de madera sobre pilares octogonales y arcos góticos. Del retablo apenas quedan los restos de las pinturas al fresco. La torre campanario se utilizaba como baluarte junto al castillo. Hoy sólo conserva dos portadas góticas y la cabecera con cúpula sobre trompas.